# Paranthura algophila
Paranthura algophila là một loài chân đều trong họ Paranthuridae. Loài này được Kensley & Schotte miêu tả khoa học năm 2000.